# Bents Brook
Der Bents Brook ist ein Wasserlauf in Surrey, England. Er entsteht in Holmwood und fließt zunächst in östlicher dann in südlicher Richtung bis zu seiner Mündung in den Tanner’s Brook.